# Pedro José de Arteta
Pedro José de Arteta y Calisto (Quito, 1797 – Quito, 1873) foi um político equatoriano. Ocupou o cargo de presidente interino de seu país entre 6 de novembro de 1867 e 20 de janeiro de 1868.
Em sua homenagem, foi renomeada uma rua no sentido norte-sul, que atravessa a Urbanização 23 de Junio, na paróquio do El Condado no extremo norte-ocidental da cidade de Quito.